# Magnolia duclouxii
Magnolia duclouxii este o specie de plante din genul Magnolia, familia Magnoliaceae. A fost descrisă pentru prima dată de Achille Eugène Finet și François Gagnepain, și a primit numele actual de la Hu Hsien-Hsu. Conform Catalogue of Life specia Magnolia duclouxii nu are subspecii cunoscute.